# Стырча, Алексей Георгиевич
Алексе́й Гео́ргиевич Сты́рча (рум. Alexei Stârcea; 17 февраля 1919 — 24 августа, 1974) — молдавский композитор, певец (баритон) и педагог. Заслуженный деятель искусств Молдавской ССР (1964).

## Биография
Ученик Леонида Гурова (по классу композиции). Совмещал активную общественную работу с концертной деятельностью. В 1958—1962 годах — ответственный секретарь правления Союза композиторов Молдавии. С 1960 года преподавал пение в Кишинёвском институте искусств им. Музическу (бывшая Кишинёвская консерватория), став в 1971 году его доцентом. Писал музыку к спектаклям и фильмам. Вместе со своим коллегой Павлом Ривилисом составили антологию молдавской песни.
В Кишинёве проводится Международный вокальный конкурс имени Алексея Стырчи.

## Сочинения
- опера «Сердце Домники» (1960, Кишинёв; 3-я редакция под названием «Героическая баллада» рум. Eroica baladă 1970, там же)
- «Баллада о скрипке» («Чужая земля», 1949; 2-я редакция 1957)
- «Ода Ленину» (1960)
- «Поэма о партии» (1970)

## Награды
- 1960 — Орден «Знак Почёта»
- 1964 — Заслуженный деятель искусств Молдавской ССР